# 파르하트 팟쿨린
팻쿨린 패르하드 나일울르(타타르어: Фаткуллин Фәрһад Hаил улы) 또는 파르하트 나일레비치 팟쿨린(러시아어: Фархад Наилевич Фаткуллин) (1979년 11월 2일 ~ )은 러시아 연방 타타르스탄 출신 번역가이자 사회운동가이다. 러시아 연방에서 러시아어를 사용하지 않는 소수민족들에게 위키미디어 운동을 활성화하는 운동으로 잘 알려져있다. 타타르스탄 전 대통령인 민티메르 샤이미예프의 전문 동시통역가로 활동하였으며, 2018년 올해의 위키인으로 선정되었다.

## 생애

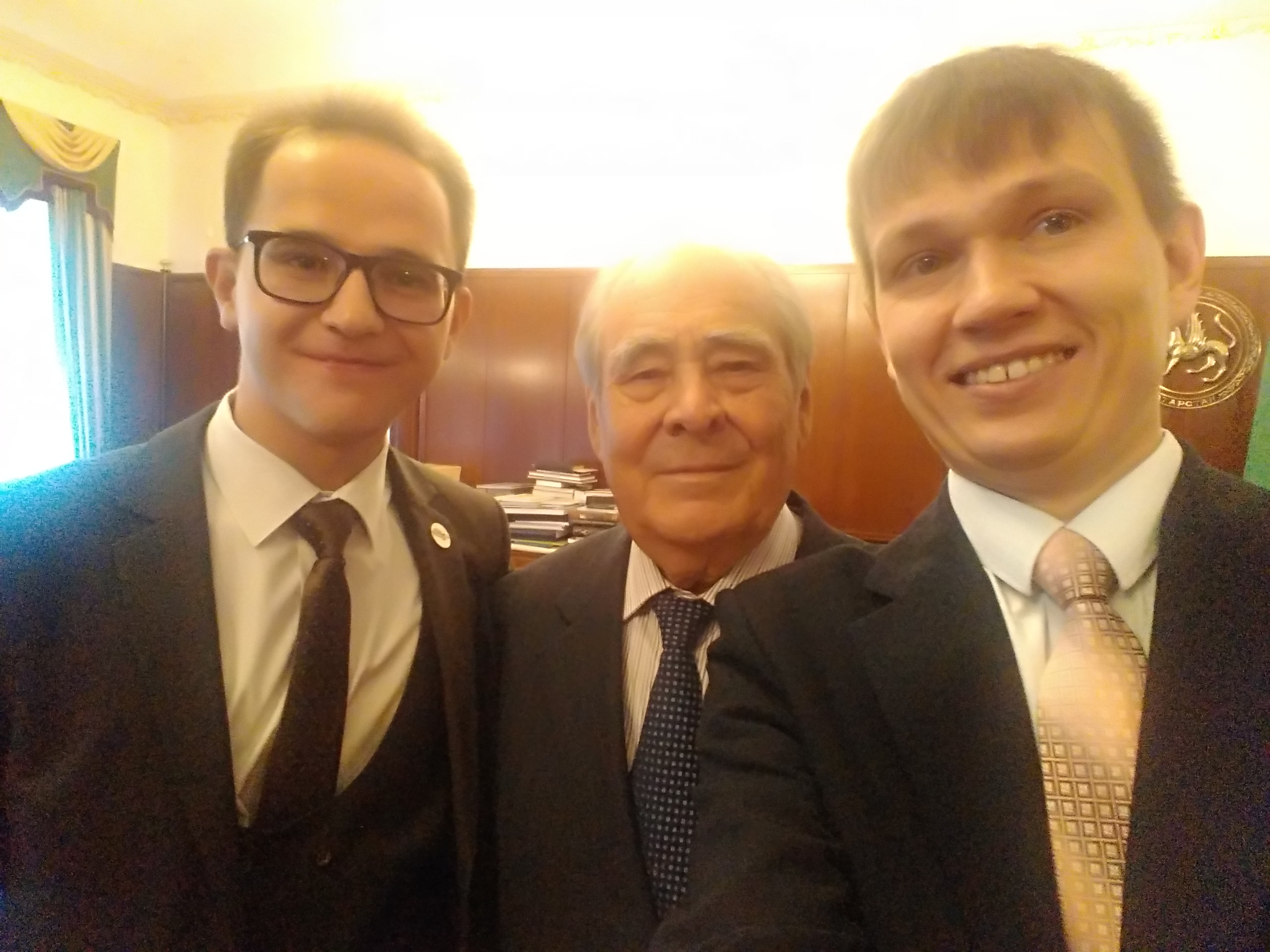
Умный регион 프로젝트에서 회의중인 민티메르 샤이미예프 대통령과 팟쿨린.

팟쿨린은 1979년 11월 2일 타타르스탄 카잔에서 태어났다. 1986년부터 1993년까지는 카잔 123 고등학교를 다녔으며, 프랑스어를 심도있게 공부하였다. 1993년부터 1997년까지는 카잔 에르투룰 가지 타타르-터키 고등학교를 다녔으며, 1995년부터 1997년까지 미주리 클레이튼 고등학교(영어판)에서 공부하였다. 2002년 카잔 국립 금용 경제 전문대학교(타타르어판)에서 사업 운영 학사 학위를 취득했다..
타타르어, 러시아어, 영어, 프랑스어, 튀르키예어, 이탈리아어를 구사할 줄 알며 전문 통역가로 일한다. 2006년부터 2013년까지 타타르스탄 민티메르 샤이미예프 대통령의 동시통역가로 활동하였고, 2009년부터 세계은행의 프리랜서 통역가로 일하고 있다. 또한 그는 2010년부터 2012년까지 카잔 국립 금융 경제 전문대학교와 캔튼 뉴욕 주립대학교(영어판) 이중 학위 프로그램에서 영어를 가르쳤다.
팟쿨린은 2012년부터 타타르어 위키백과에 기여하기 시작했다. 그에 따르면 위키백과 기여의 주요 업무는 타타르어를 보존하고 발전시키는 것이다. 2018년에는 기여 횟수가 10만회를 넘어가면서 러시아에서 가장 활발하게 활동하는 위키인이 되었다.
2018년 7월 22일 그는 케이프타운 위키마니아 행사에서 올해의 위키인으로 선정되었다. 그때 팟쿨린은 자신이 선정될 것이라는 사실도 모른채 집에서 러시아어 사용 위키인들을 위한 생중계 번역을 하고있었다. 지미 웨일스는 선정 이유를 "러시아 소수 언어 사용 커뮤니티 대표자간 사회조직적 운동"이라고 밝혔다.
많은 전문가들이 팟쿨린의 올해의 위키인 수상이 타타르어 발전에 매우 중요한 역할을 할 것이라 한다. 그의 수상은 타타르스탄에서 가장 중요한 일 중 하나라고 인정받았다. 2020년 타타르스탄의 대통령 뢰스탬 누르갈리울르 밍네하노프이 발표한 조례 "타타르어 보존과 발전을 위한 공화국 위원회"에 팟쿨린이 포함되었다.